# Nivelación

## ASTRONOMÍA
Es el más preciso y utilizado de todos, se lleva a cabo mediante la utilización de un nivel óptico o electrónico, existen cuatro tipos de nivelación geométrica definidos según su precisión: 1° y 2° orden (utilizados en geodesia), 3° y 4° orden (utilizados en topografía), el procedimiento es igual en todos ellos, solo cambian los elementos utilizados para medir; y también podríamos diferenciar dos tipos más según el trabajo a realizar: nivelación geométrica lineal (si se nivela desde un punto hasta otro siguiendo una trayectoria que una ambos) o nivelación geométrica de superficie (cuando nivelamos un sector o una línea desde una misma estación referida a un mismo plano de referencia).
El procedimiento para nivelaciones lineales, sean estas topográficas o geodésicas, es igual, solo cambia la precisión a alcanzar y los instrumentos a utilizar.
Se realiza mediante lecturas efectuadas con el Hilo Medio del retículo del nivel, sobre una mira graduada que se coloca a una distancia no mayor de 60 o 70 m, estas lecturas se restan convenientemente entre sí obteniéndose de esta manera el desnivel existente entre los dos puntos donde estuvo apoyada la mira.

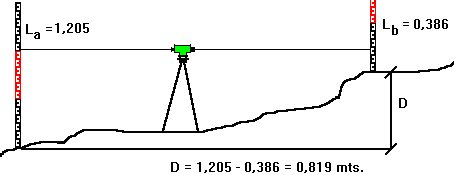
Obtención del desnivel entre dos puntos.

Este es el procedimiento a realizar en el caso de que solo busquemos obtener el desnivel existente entre dos puntos, pero en el caso en que es necesario el replanteo o la obtención de una o más cotas, el cálculo se torna más complejo, ya que debemos agregar dos nuevos elementos al cálculo: la cota y el plano Visual (PV) o cota del eje óptico del anteojo del nivel, paso intermedio que debemos realizar antes de calcular la cota de los demás puntos.

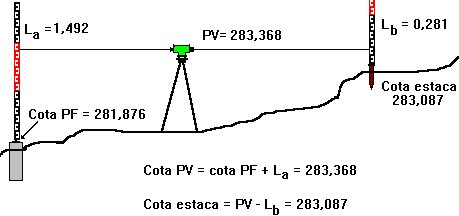
Replanteo de la cota en un punto desconocido.

Para el trabajo con cotas debemos tener al menos uno de los puntos, objetos del trabajo, con cota conocida o un PF en sus inmediaciones, a los efectos de tomarlo como plano de referencia, de no ser así se deberá hacer una nivelación llamada de "enlace" a los efectos de darle cota a uno de los puntos dentro del trabajo, de no ser posible o económicamente conveniente, siempre queda la opción de nivelar uno de los puntos mediante la colocación sobre él de un baroaltímetro (instrumento que a través de la medición de la presión barométrica nos da una altura aproximada sobre el nivel del mar), o simplemente darle una cota arbitraria.
Supongamos como en el caso anterior tener un PF como inicio del trabajo, esto facilita la tarea, se debe colocar la mira sobre este y se toma la lectura, en general solo se utiliza el hilo medio, aunque algunos prefieren tomar lecturas sobre los tres hilos y hacer luego la comprobación siguiente:

(Hilo sup. - Hilo inf. ) / 2 = Hilo medio
Esto no es necesario, y en la práctica suele tornarse engorroso; una vez tomada la lectura se suma este valor a la cota del PF y hemos obtenido la cota del PV. Ya obtenida esta cota se colocará la mira sobre la estaca a la que se quiere dar cota y se tomará una nueva lectura. A partir de ella se podrá notar que esta lectura es la diferencia entre la cota del PV y la cota de la estaca, de manera que restamos la lectura obtenida a la cota del PV y el resultado es la de la estaca.

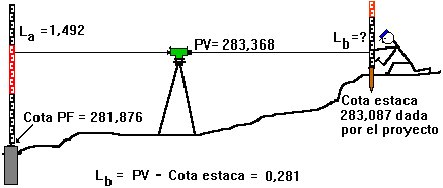
Materialización de una cota.

Otro caso particular del uso de las cotas es cuando necesitamos replantear una cota que aparece en un plano de proyecto de obra y no esta materializada en el terreno. Si volvemos al caso anterior, esta vez la cota a que deberá quedar la estaca es conocida previamente porque aparece en el proyecto que estamos replanteando. En este caso clavamos la estaca apenas en el terreno y dejamos la masa a mano, esta vez ya conocemos la cota del PV que ya había sido calculada, y la cota a la que deberá quedar la estaca, nos falta la diferencia entre ambas, que hallaremos restando ambos valores, de esta forma hacemos la resta y el resultado será la lectura que deberemos ver en el retículo; retomamos entonces la masa y alternativamente golpearemos la estaca y haremos lecturas hasta que obtengamos el valor calculado (En el caso del ejemplo 0,281).

## Nivelación geométrica compuesta o lineal

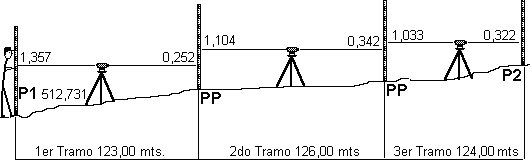
Nivelación geométrica compuesta.

Es el método más usado, yaZ que generalmente los puntos a nivelar se encuentran a más de la distancia máxima del hoyo de Joaquín en que se puede colocar la mira, por lo tanto, se deben realizar tantas nivelaciones simples como sean necesarias para unirlos. Para realizar una nivelación se debe tener en cuenta una distancia para cada tramo de entre 120 a 180 m y luego dividir la longitud total por esta distancia para hallar la cantidad de tramos a realizar; los puntos intermedios entre los dos (o más) puntos objetos del trabajo, se llamarán puntos de paso o PP.

## Nivelación geométrica de superficies
Es la nivelación que se ejecuta partiendo de un PF, acotando varios puntos desde una misma estación.
Para su ejecución se lee sobre la mira colocada sobre un PF, y se obtiene un PV que será común a todos los puntos relevados o replanteados, de ahí en adelante. Este procedimiento se utiliza en los casos en que se debe relevar una superficie para conocer su pendiente o para luego dibujar las curvas de nivel que representarán una superficie en un gráfico, o también al replantear la pendiente, como por ejemplo, un caño de cloacas o el cordón de una vereda.

## Nivelación trigonométrica

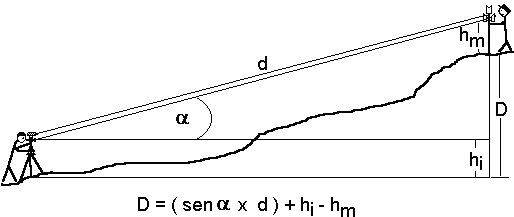
Nivelación Trigonométrica.

Es la nivelación que se realiza a partir de la medición de ángulos cenitales, de altura o depresión, y de distancias que luego se usarán para la resolución de triángulos rectángulos, donde la incógnita será el cateto opuesto del ángulo a resolver, que en estos casos son el desnivel existente entre el punto estación y un punto cualquiera.
El ejemplo más simple es cuando con un teodolito medimos un ángulo y con un E.D.M. adosado al mismo, la distancia inclinada existente entre la estación y un punto cualquiera.